# Tálodi kolostorrom

A tálodi kolostorrom Magyarország egyik legrégibb pálos kolostora volt. A mai Nagyvázsony és Pula településeket összekötő műúttól délre találhatók a romjai, a Kinizsi-forrás mellett.

## A kolostor története

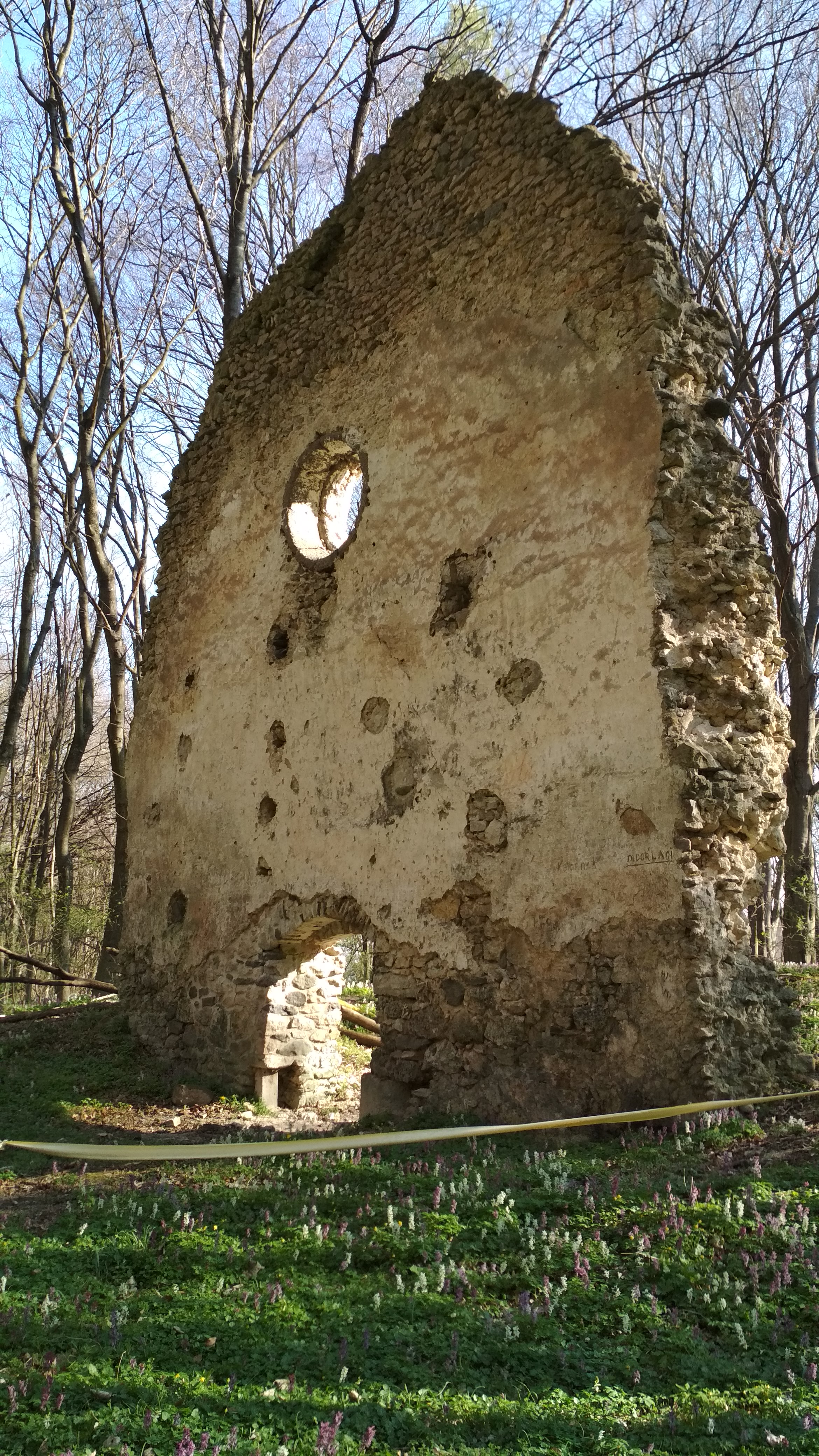
Tálodi kolostor romja

A kolostort Szent Erzsébet tiszteletére szentelték. A romoktól kissé lejjebb, egy kőből rakott medencénél fakad a Kinizsi-forrás. Ez a - még ma is patakot adó - bővizű forrás nyújtott lehetőséget a kolostor alapítására. A hajdan itt álló templomot és kolostort a 13. század végén a Gyulaffy család alapította. A 13. század közepén alapított szerzetesrend számára épült monostort mintegy 600 m hosszúságú kőfal vette körül. Az udvar északnyugati sarkában fakadt a bővizű forrás, és ugyanitt volt található a víztárló medence is. Közvetlenül mellette volt a szerzetesek (körülbelül 32 × 36 méteres) épületszárnya, melyhez délről a templom csatlakozott. A kőkerítésen belül, az egykori udvaron különféle rendeltetésű épületek nyomai fedezhetők fel. A kolostor temploma egyhajós, 25 méter hosszú, egyenes szentélyzáródású volt. Ehhez csatlakozott az északi oldalon a szerzetesek számára épült három szárnyból álló kolostor. A kolostort 1480 táján elhagyták a pálosok, helyükre ferences szerzetesek jöttek. Falait 1552-ben felrobbantották, hogy a törökök kezére ne jusson. Azóta az enyészeté. Az egyetlen, ma is álló jellegzetes falmaradványát a 19. század utolsó harmadában már Rómer Flóris is ilyen állapotban látta. Az Országos Természetvédelmi Tanács a Tálodi-völgyben lévő romokat a Balaton-felvidék egyik legszebb kirándulóhelyeként 1954-ben védetté nyilvánította.